# Heinrich Gloël
Heinrich Gloël [ɡloəl] (* 22. Juli 1855 in Körbelitz bei Magdeburg; † 16. Januar 1940 in Wetzlar) war ein deutscher Gymnasiallehrer (Philologe) und Goetheforscher.

## Leben und Wirken
Heinrich Gloël wurde 1855 als Sohn eines Pfarrers in Körbelitz geboren und besuchte das Gymnasium in Magdeburg; sein Bruder war der Erlanger Hochschullehrer Johannes Gloël. Von 1875 bis 1880 studierte er Philologie in Halle und Berlin. Er wurde Mitglied des Klassisch-Philologischen Vereins Halle im Naumburger Kartellverband. In Halle promovierte er 1879 mit der Schrift De interpolatione Hippolyti fabulae Euripideae in lateinischer Sprache. Sein Referendariat leistete er am Joachimsthalschen Gymnasium in Berlin und wurde schließlich zum Oberlehrer ernannt. Von 1884 bis 1900 unterrichtete Gloël am Gymnasium im niederrheinischen Wesel.
Im Zuge eines Lehreraustausches kam Heinrich Gloël ans Königlich-preußische Gymnasium nach Wetzlar. Ein Wetzlarer Lehrer hatte sich aus gesundheitlichen Gründen nach Wesel versetzen lassen, sodass Gloël im Gegenzug nach Wetzlar versetzt wurde. Im Jahre 1901 erhielt er die Amtsbezeichnung Gymnasialprofessor und war von 1919 bis 1920 auch ein Jahr lang der Schuldirektor, ehe er in den Ruhestand ging.
Schon während seines Schuldienstes beschäftigte sich Gloël mit Johann Wolfgang von Goethe und insbesondere dessen Aufenthalt in Wetzlar als Praktikant am Reichskammergericht. Wichtige Quelle seiner Forschungsarbeit war der Nachlass von Johann Christian Kestner. Außerdem gründete er den Wetzlarer Geschichtsverein und den Goethe-Lotte-Verein. Um die Erwachsenenbildung in der Stadt zu fördern, begründete er zudem die Wetzlarer Stadtbibliothek und die städtischen Museen.
Gloël war verheiratet und hatte drei Kinder.

## Ehrungen und Auszeichnungen
Heinrich Gloël wurde am 24. Dezember 1936 von Adolf Hitler die Goethe-Medaille für Kunst und Wissenschaft verliehen. Zudem erhielt er die Ehrenbürgerschaft der Stadt Wetzlar. Heute trägt eine Ein- und Ausfallstraße in der Wetzlarer Kernstadt den Namen Gloëlstraße.

## Schriften
- Der deutsche Stil und seine Pflege auf den höheren Schulen, Wesel: Kühler, 1889 Digitalisat